# Koludrovca
Koludrovca (italijansko Colludrozza) je vas v občini Zgonik v Tržaški pokrajini, 15 km od Trsta in blizu meje s Slovenijo. Leži na 278 metrih nadmorske višine. 

## Zgodovina
Ime vasi je prvič izpričano leta 1327.
Koludrovca je majhna kraška vas s kmetijsko dejavnostjo, v kateri prevladujejo rastlinjaki, zaznamujejo pa jo tipične kraške hiše, ki so razporejene ob ozkih ulicah.

## Znane osebnosti
V vasi Koludrovca so bile rojene oziroma so v njej delovale ali v njej še delujejo sledeče znane osebnosti:
- Alojz Budin, slovenski politični in narodni delavec (1904–1960)